# Coque du Levant
Anamirta cocculus
Pour les articles homonymes, voir Coque.
Espèce
Classification phylogénétique
La coque du Levant (Anamirta cocculus) est une espèce de plantes à fleurs de la famille des Menispermaceae. C'est un arbuste grimpant originaire des régions tropicales d'Asie.

## Utilisation

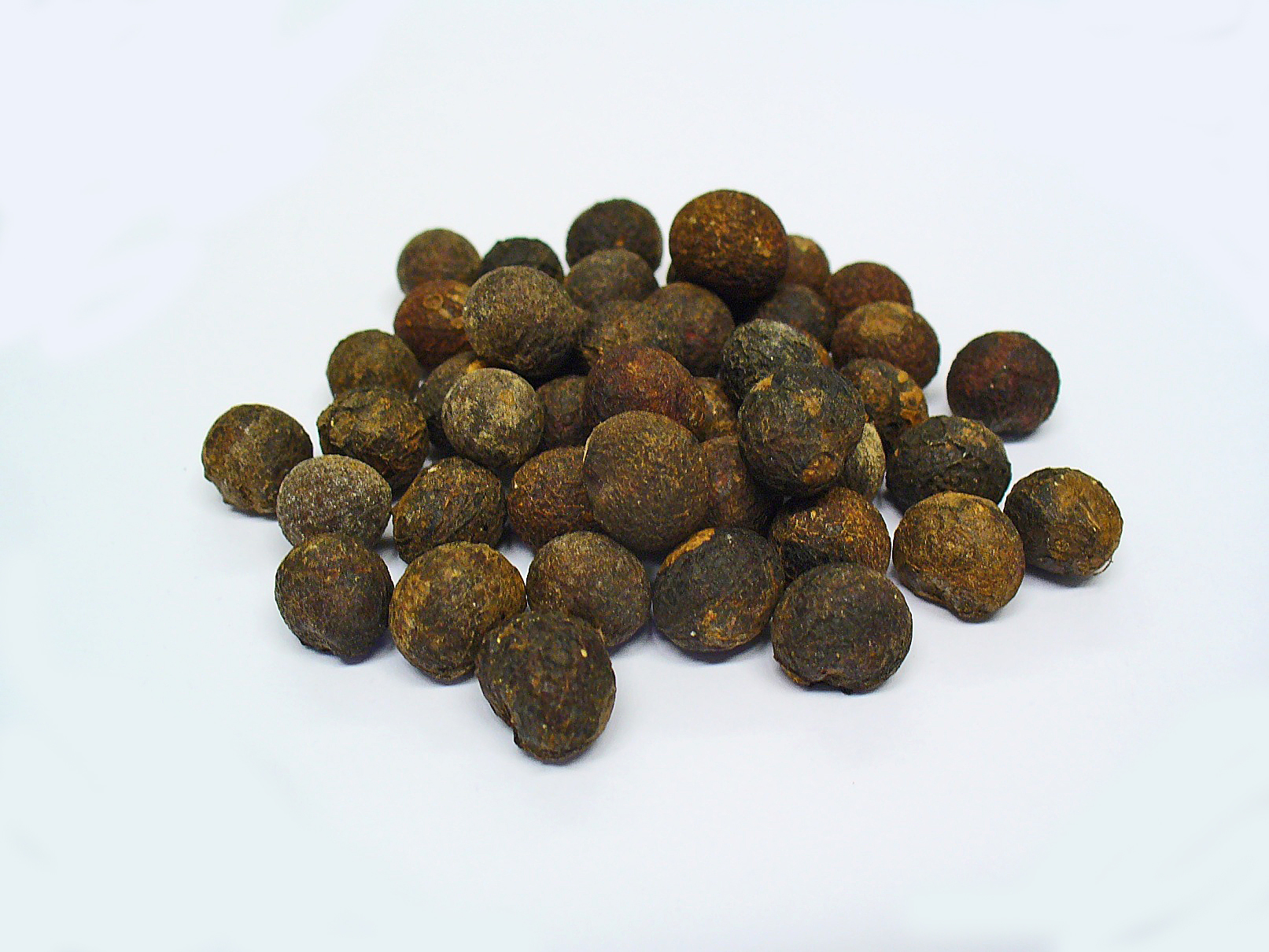
Fruits.

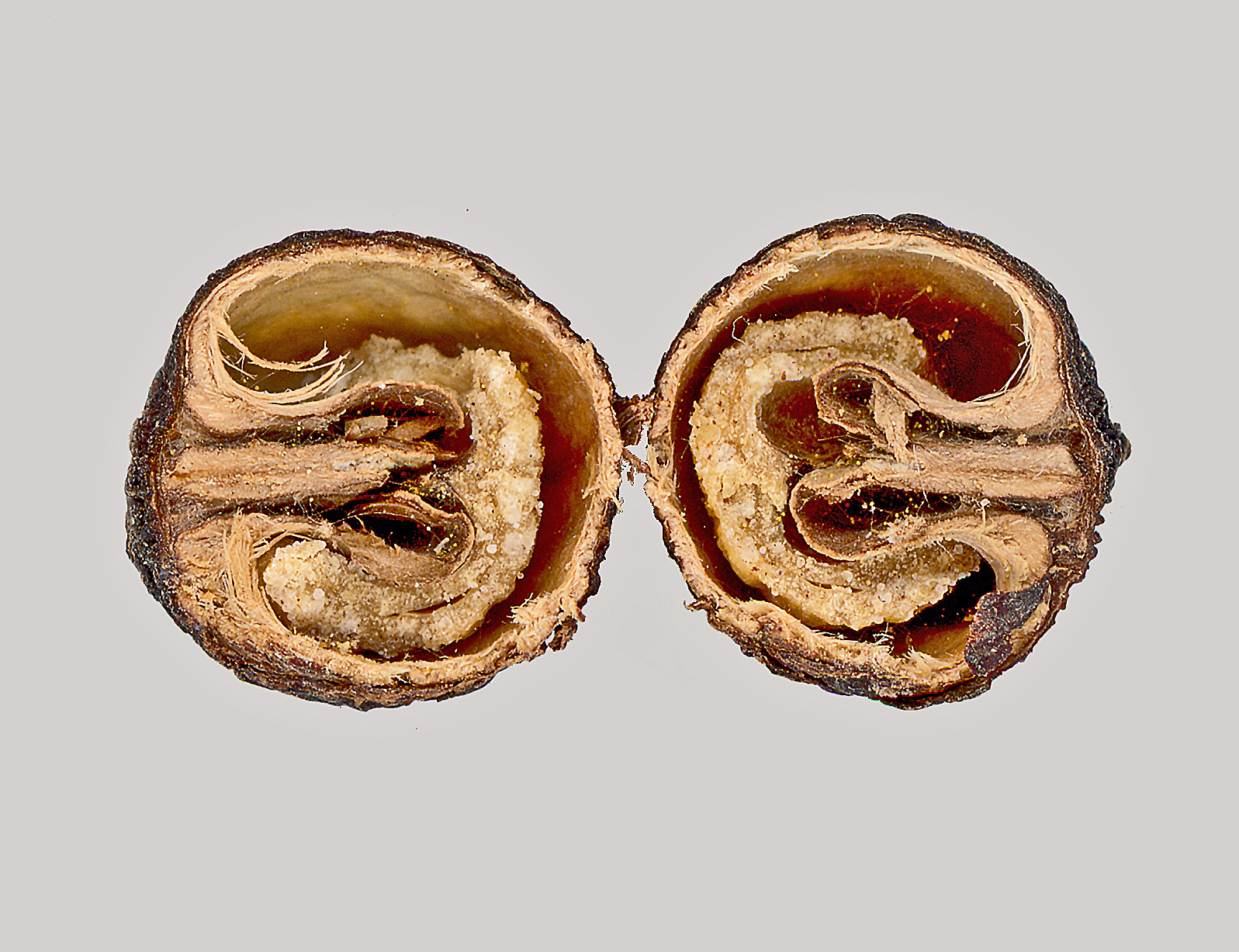
Fruit.

Le fruit, une drupe rouge, contient de la picrotoxine, un neurotoxique qui inhibe les récepteurs GABAA, ce qui cause des vertiges, des vomissements, des spasmes musculaires et des convulsions. Il peut être mortel à forte dose. Il est utilisé par les pêcheurs pour stupéfier les poissons, mélangé à de l'amorce il permettait de réaliser de bonnes pêches et remporter les concours. Ce serait pas interdit mais compliqué d'en trouver. C'est aussi un stimulant respiratoire utilisé comme antidote dans les cas d'empoisonnement aux barbituriques ou à la morphine.
La vente de la coque du Levant est interdite en Belgique, selon la loi du 25 février 1913 interdisant le commerce de la coque du Levant. Les infractions à cette loi seront punies d'une amende de 26 à 300 euros, hors décimes additionnels. L'amende sera doublée en cas de récidive dans les cinq ans à partir de la première condamnation.